# Huty (Bohoduchiw)
Huty (ukrainisch Гути; russisch Гуты Guty) ist eine Siedlung städtischen Typs im Nordwesten der ukrainischen Oblast Charkiw mit etwa 1700 Einwohnern (2018).

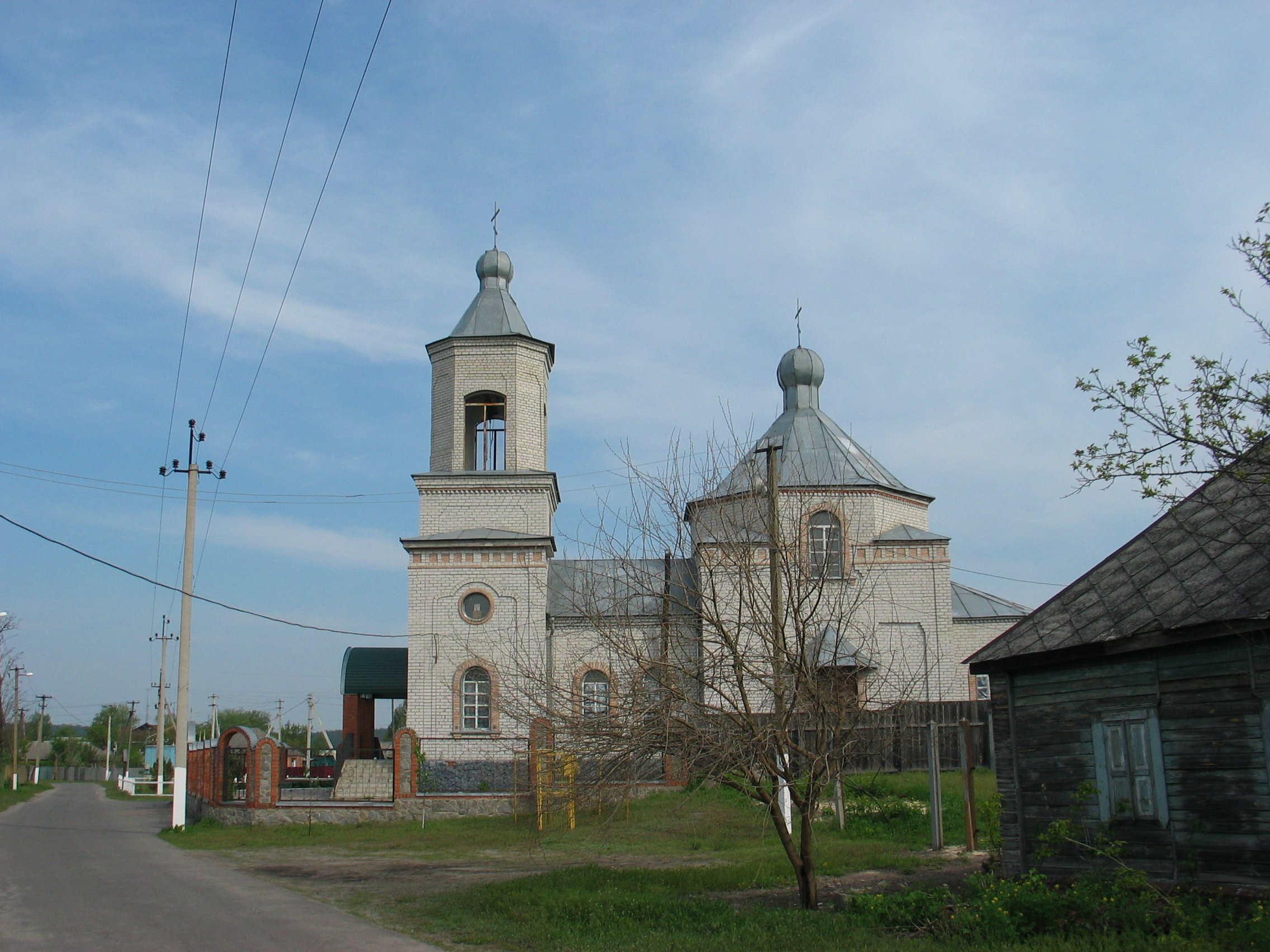
Kirche im Ort

Die 1767 gegründete Ortschaft erhielt 1938 den Status einer Siedlung städtischen Typs liegt am linken Ufer der Merla (Мерла), einem 116 km langen, linken Nebenfluss der Worskla 15 km westlich vom Rajonzentrum Bohoduchiw und etwa 80 km nordwestlich von Charkiw.
Am 12. Juni 2020 wurde die Siedlung ein Teil der neugegründeten Stadtgemeinde Bohoduchiw, bis dahin bildete sie zusammen mit den Dörfern Perwuchynka (Первухинка) und Perschotrawnewe (Першотравневе) die gleichnamige Siedlungsratsgemeinde Huty (Гутянська селищна рада/Hutjanska selyschtscha rada) im Westen des Rajons Bohoduchiw.